# Powstanie dungańskie
Powstanie dungańskie, powstanie mniejszości Hui – wojna na tle religijnym w latach 1862–1877 pomiędzy mniejszością muzułmańską Hui dążącą do utworzenia własnego państwa na terenach chińskich prowincji Shaanxi, Gansu i Ningxia, popieraną przez przywódców powstania tajpingów, a cesarstwem Qing. Po upadku powstania wielu muzułmańskich Dunganów wyemigrowało na tereny ówczesnej rosyjskiej Azji Środkowej, gdzie do tej pory żyje kilkadziesiąt tysięcy ich potomków.